# Trachinotus rhodopus
Trachinotus rhodopus es una especie de peces de la familia Carangidae en el orden de los Perciformes.

## Morfología
• Los machos pueden llegar alcanzar los 61 cm de longitud total.

## Distribución geográfica
Se encuentra desde el sur de California (Estados Unidos) hasta el Perú, incluyendo las Islas Galápagos.